# 利波万人
利波万人（羅馬化：Lipovane，羅馬化：Lypovany，羅馬化：Lipovantsi）是俄罗斯人的一个分支，他们是1772年为了逃避宗教迫害而离开俄国的旧礼仪派教徒的后代。主要居住在罗马尼亚北多布罗加地区和乌克兰的维尔科沃，保加利亚南多布罗加地区也有分布。根据2002年的罗马尼亚人口普查，罗马尼亚共有35791个利波万人，其中21623人生活在北多布罗加。